# Janez Hladnik
Janez Hladnik, slovenski rimskokatoliški duhovnik, misijonar in organizator, * 22. december 1902, Rovte, Avstro-Ogrska, † 20. junij 1965, Buenos Aires, Argentina.

## Življenje in delo
Rodil se je v družini malega kmeta Ignacija Hladnika in male kmetice Frančiške Čuk. Ljudsko šolo je obiskoval v rojstnem kraju in Škofji Loki, gimnazijo in bogoslovje pa v Ljubljani. V mašniška je bil posvečen 29. junija 1927. Kot kaplan je služboval v Metliki, Zagrebu  in Kostanjevici na Krki. Na željo škofa Gregorija Rožmana je leta 1936 odšel v Argentino, da prevzame duhovno oskrbo za okoli 20.000 slovenskih izseljencev.  Po prihodu v novo domovino je stopil v stik z Izidorjem Cankarjem, ki je prav takrat postal veleposlanik Kraljevine Jugoslavije v Argentini. Skupaj sta dosegla, da so slovenske šolske sestre, ki so že delovale v Buenos Airesu prišle do lastnega zemljišča in zgradb v mestni četrti Paternalu, ki je bilo središče izseljencev s Primorske. Tu so ustanovili slovensko osnovno šolo, ki se je kasneje, ko so argentinske oblasti ukinile zasebne narodne šole spremenila v zavetišče za fante. Prav tako se je tu začela redna nedeljska maša za Slovence. Hladnik je tu organiziral slovenski cerkveni pevski zbor ter vodstvo poveril priznanemu zborovodji Cirilu Jekšetu (za njim pa je kasneje zbor prevzel Bogomir Špacapan). Odslej je Paternalu postal središče slovenskega verskega in kulturnega življenja v Argentini. Hladnik je prevzel tudi vodenje in uredništvo revija Duhovno življenje. Po prevzemu revije je začel potovati po Argentini s ciljem, da odkrije čim več slovenskih izseljencev, zlasti tistih, ki so izgubili stike z rojaki ne le v Argentini, temveč celo z domačimi v domovini in jih skušal povezati med seboj. V tem pogledu je opravil veliko humanitarno delo. Njegovi potopisi, ki jih je objavljal v Duhovnem življenju so bili večkrat pravi seznami na novo odkritih Slovencev.
Po koncu 2. svetovne vojne se začenja novo in morda najtežje obdobje Hladnikovega delovanja v Argentini. Vojna vihra in dogodki po njej so iz domovine ponovno pregnali okoli 20.000 Slovencev. Hladnik je začel takoj ukrepati. Po neuspešnih dogovarjanjih in posredovanjih pri oblasteh je dosegel sprejem pri predsedniku Peronu. Odslej je po Hladnikovem posredovanju okoli 10.000 Slovencev dobilo upanje, delo in dom med argentinskim ljudstvom. In ko so begunci prihajali skupina za skupino, jim je iskal možnost za uveljavitev v novi domovini, reševal zapletene primere in jim pomagal v začetnih težavah. Trajen spomenik pa si je postavil z ustanovitvijo naselja v Lanúsu, ki je tudi uradno dobilo ime Villa Eslovena - Slovenska vas. Zadnjih 15 let je kot pravi misijonar preživel v enem najbolj revnih predelov Buenos Airesa. Tu je bil zaradi velikih zaslug imenovan za monsinjorja. Njegovi spomini Od Triglava do Andov (COBISS) so leta 1978 izšli pri Mohorjevi družbi v Gorici.